# 王一鳳
王一鳳（1542年—？），字鳴文，直隸大名府開州人，民籍，明朝政治人物。

## 生平
嘉靖四十三年（1564年）甲子科順天府鄉試第八十三名舉人。隆慶二年（1568年）中式戊辰科會試第一百六十名，三甲第一百七十八名進士。历官高平县、莱阳县知县，擢户部主事，升员外郎，德州管倉，被继任主事王乾亨揭发其将库银剪边，十三年十一月被謫山海卫永远充军。

## 家族
曾祖王恭；祖父王𧴛；父王繼仁。前母杜氏；母武氏。具庆下。弟王一鴻。